# Bunkier (komiks)
Bunkier (fr. Bunker) – francuska seria komiksowa autorstwa Christophe'a Beca (scenariusz, rysunki do tomu 1.), Stéphane'a Betbedera (scenariusz) i Nicoli Genzianelli (rysunki do tomów 2–5), opublikowana w pięciu tomach w latach 2006–2012 przez wydawnictwo Dupuis. Seria ukazuje się po polsku nakładem Scream Comics od 2016 roku.

## Fabuła
Akcja utrzymanej w konwencji science-fiction serii rozpoczyna się w zaśnieżonych górach na wysokości 7000 metrów, gdzie wznosi się bunkier numer 37, wchodzący w skład fortyfikacji granicznych Velikistoku. Stacjonujący w nim żołnierze – w tym Aleksi Stassik, główny bohater komiksu – skazani są na ciągłe czekanie na atak Jeretików, wrogów zza przełęczy. Lecz wróg nie nadchodzi stamtąd, skąd się go spodziewano.

## Tomy
| Tom | Tytuł i rok wydania polskiego | Tytuł i rok wydania oryginalnego |
| --- | ----------------------------- | -------------------------------- |
| 1   | Zakazane granice (2016)       | Les Frontières interdites (2006) |
| 2   | Punkt Zero (2016)             | Point Zéro (2008)                |
| 3   | Wspomnienia (2017)            | Réminiscences (2009)             |
| 4   | Jatki (2017)                  | Carnages (2010)                  |
| 5   | Choroba górska (2017)         | Le Mal des montagnes (2012)      |